# Liste der Orte im Kreis Botoșani

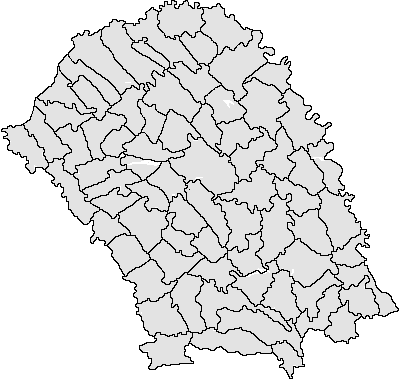
Gemeinden des Kreises Botoșani

Der Kreis Botoșani in Rumänien besteht aus offiziell 351 Ortschaften. Davon haben 7 den Status einer Stadt, 71 den einer Gemeinde. Die übrigen sind administrativ den Städten und Gemeinden zugeordnet.

## Städte
| - Botoșani - Bucecea - Darabani | - Dorohoi - Flămânzi | - Săveni - Ștefănești |

## Gemeinden
| - Adășeni - Albești - Avrămeni - Bălușeni - Blândești - Brăești - Broscăuți - Călărași - Cândești - Concești - Copălău - Cordăreni - Corlăteni - Corni - Coșula - Coțușca - Cristești - Cristinești - Curtești - Dângeni - Dersca - Dimăcheni - Dobârceni - Drăgușeni | - Durnești - Frumușica - George Enescu - Gorbănești - Hănești - Havârna - Hilișeu-Horia - Hlipiceni - Hudești - Ibănești - Leorda - Lozna - Lunca - Manoleasa - Mihai Eminescu (Gemeindesitz: Ipotești) - Mihăileni - Mihălășeni - Mileanca - Mitoc - Nicșeni - Păltiniș - Pomârla - Prăjeni - Răchiți | - Rădăuți-Prut - Răuseni - Ripiceni - Roma - Românești - Santa Mare - Șendriceni - Stăuceni - Știubieni - Suharău - Sulița - Todireni - Trușești - Tudora - Ungureni - Unțeni - Văculești - Vârfu Câmpului - Viișoara - Vlădeni - Vlăsinești - Vorniceni - Vorona |

## A
| - Agafton - Alba | - Arborea - Aurel Vlaicu | - Avram Iancu |

## B
| - Băbiceni - Bădărăi - Bădiuți - Băiceni - Baisa - Bajura - Balinți - Balta Arsă - Bălușenii Noi - Baranca (Cristinești) - Baranca (Hudești) - Bârsănești | - Bașeu - Bătrânești - Belcea - Berza - Bivolari - Bobulești - Bodeasa - Bogdănești - Bohoghina - Bold - Borolea - Borzești | - Boscoteni - Bozieni - Brăteni - Brehuiești - Broșteni - Buda - Buhăceni - Buimăceni - Burla - Burlești - Buzeni |

## C
| - Călinești (Bucecea) - Călinești (Cândești) - Călugăreni - Călugărenii Noi - Câmpeni - Caraiman - Carasa - Cătămărești-Deal - Cătămărești - Cerbu - Cerchejeni - Cernești | - Cervicești-Deal - Cervicești - Cheliș - Chișcăreni - Chițoveni - Cinghiniia - Ciritei - Cișmănești - Cișmea - Codreni - Corjăuți - Costești | - Costinești - Coștiugeni - Coșuleni - Cotârgaci - Cotu Miculinți - Cotu - Crasnaleuca - Cucorăni - Cucuteni - Cuza Vodă - Cuzlău |

## D
| - Dacia - Dămideni - Dămileni - Davidoaia - Dealu Crucii - Dealu Mare - Dimitrie Cantemir | - Dobrinăuți-Hapăi - Doina - Dolina - Dorobanți - Dracșani - Dragalina (Cristinești) - Dragalina (Hlipiceni) | - Draxini - Drislea - Dumbrăvița - Dumeni - Durnești (Santa Mare) - Durnești (Ungureni) |

## E
| - Epureni | - Eșanca |

## F
| - Flondora | - Florești | - Fundu Herții |

## G
| - Galbeni - Gârbeni - Gârbești | - George Coșbuc - Ghireni - Gorovei | - Grivița - Guranda |

## H
| - Hilișeu-Cloșca - Hilișeu-Crișan - Horia - Horlăceni | - Horodiștea - Hrișcani - Hudum | - Hulub - Hulubești - Huțani |

## I
| - Iacobeni - Ibăneasa - Ichimeni - Icușeni | - Iezer - Ilișeni - Ionășeni (Trușești) - Ionășeni (Vârfu Câmpului) | - Iorga - Ipotești - Iurești - Izvoare |

## J
| - Jilia | - Joldești |

## L
| - Lehnești - Libertatea - Lișmănița - Lișna | - Livada - Liveni - Loturi Enescu | - Loturi - Lunca (Vârfu Câmpului) - Lupăria |

## M
| - Maghera - Mănăstirea Doamnei - Mânăstireni - Mândrești (Ungureni) - Mândrești (Vlădeni) - Manoleasa-Prut - Manolești - Mășcăteni | - Mateieni - Mesteacăn - Mihai Eminescu (Gorbănești) - Mihai Viteazu - Mihail Kogălniceanu - Miletin - Miorcani | - Miron Costin - Mitoc (Leorda) - Mlenăuți - Moara Jorii - Movila Ruptă - Movileni - Murguța |

## N
| - Năstase - Negreni - Negrești | - Nichiteni - Nicolae Bălcescu (Coțușca) | - Nicolae Bălcescu (Flămânzi) - Niculcea |

## O
| - Oneaga - Orășeni-Deal | - Orășeni-Vale | - Oroftiana |

## P
| - Pădureni (Coșula) - Pădureni (Șendriceni) - Panaitoaia - Pârâu Negru - Păsăteni - Păun - Petricani - Pleșani - Plevna | - Plopenii Mari - Plopenii Mici - Podeni - Podriga - Pogorăști - Poiana (Brăești) - Poiana (Cristinești) - Poiana (Flămânzi) | - Poiana (Vorona) - Popeni (Brăești) - Popeni (George Enescu) - Popoaia - Prisăcani - Progresul - Pustoaia - Puțureni |

## R
| - Racovăț - Rădeni - Rânghilești-Deal - Rânghilești | - Râșca - Recia-Verbia - Rediu (Rădăuți-Prut) - Rediu (Răuseni) | - Ripicenii Vechi - Rogojești - Românești-Vale - Roșiori |

## S
| - Sadoveni - Sarafinești - Sarata-Basarab - Sarata-Drăgușeni - Sarata - Sărata - Sârbi - Sat Nou - Saucenița - Schit-Orășeni - Scutari - Seliștea | - Șendreni - Șerpenița - Silișcani - Siliștea - Slobozia (Broscăuți) - Slobozia (Cordăreni) - Slobozia (Păltiniș) - Slobozia Hănești - Slobozia Silișcani - Smârdan - Socrujeni - Șoldănești | - Soroceni - Stânca (George Enescu) - Stânca (Ștefănești) - Stâncești - Ștefănești-Sat - Stolniceni - Storești - Strahotin - Străteni - Stroiești - Șupitca |

## T
| - Talpa - Tătărășeni - Tăutești | - Timuș - Tocileni | - Tudor Vladimirescu (Albești) - Tudor Vladimirescu (Avrămeni) |

## U
| - Unguroaia |

## V
| - Vâlcelele - Valea Grajdului - Vânători - Vatra - Vicoleni | - Victoria (Hlipiceni) - Victoria (Stăuceni) - Viforeni - Viișoara Mică - Vițcani | - Vlădeni (Corlăteni) - Vlădeni-Deal - Vorona Mare - Vorona-Teodoru - Vultureni |

## Z
| - Zahoreni - Zăicești | - Zlătunoaia | - Zoițani |